# Patera de Jaszai
Jaszai Patera
Pour les articles homonymes, voir Jaszai.
La patera de Jaszai (désignation internationale : Jaszai Patera) est une patera située sur Vénus dans le quadrangle de Lachesis Tessera. Elle a été nommée en référence à Mari Jászai, actrice hongroise.